# Gnutz
Gnutz ist eine Gemeinde im Kreis Rendsburg-Eckernförde in Schleswig-Holstein.

## Geografie

### Geografische Lage
Das Gemeindegebiet von Gnutz erstreckt sich im Naturraum Holsteinische Vorgeest (Haupteinheit Nr. 698) etwa zwölf Kilometer nordwestlich von Neumünster am Rande des Naturparks Aukrug.

### Gemeindegliederung
Hofkamp und Viert liegen im Gemeindegebiet.

### Nachbargemeinden
Unmittelbar angrenzende Gemeindegebiete von Gnutz sind:
| Bargstedt      |                                             | Nortorf  |
| Heinkenborstel | Kompassrose, die auf Nachbargemeinden zeigt | Timmaspe |
|                | Mörel, Aukrug                               |          |

## Geschichte
Die Gemeinde wurde 1320 erstmals als Gnuttese erwähnt. Es wird vermutet, dass sich der Name auf einen See bezieht, der heute jedoch nicht mehr vorhanden ist. Der Name lässt auch vermuten, dass es sich um eine slawische Ortsgründung handelt.
Im 16. Jahrhundert befand sich in Gnutz eine königliche Schäferei.

## Politik

### Gemeindevertretung
Bei der Kommunalwahl am 14. Mai 2023 wurden insgesamt elf Sitze vergeben. Diese fielen erneut alle an die Kommunale Wählergemeinschaft Gnutz. Die Wahlbeteiligung betrug 51,6 %.

### Wappen
Blasonierung: „In Gold eine eingebogene grüne Spitze, darin eine silberne Kirche, begleitet vorn von einer aufrechten prähistorischen grünen Streitaxt, hinten von einem grünen Buchweizenzweig mit Blüten.“

## Wirtschaft und Verkehr
Die Gemeinde ist überwiegend landwirtschaftlich geprägt, es gibt jedoch auch mehrere Gewerbebetriebe sowie zwei Baumschulen. Seit dem Ende des Zweiten Weltkriegs wird in Gnutz Tabak angebaut.
Durch das Gemeindegebiet von Gnutz verläuft die schleswig-holsteinische Landesstraße 121 zwischen Nortorf und Hohenlockstedt. Sie bindet im Norden an die Landesstraße 328 (ehemals Bundesstraße 205), in Hohenlockstedt an die Bundesstraße 206 an, kreuzt dabei südlich Aukrug die Bundesstraße 430.

## Sehenswürdigkeiten

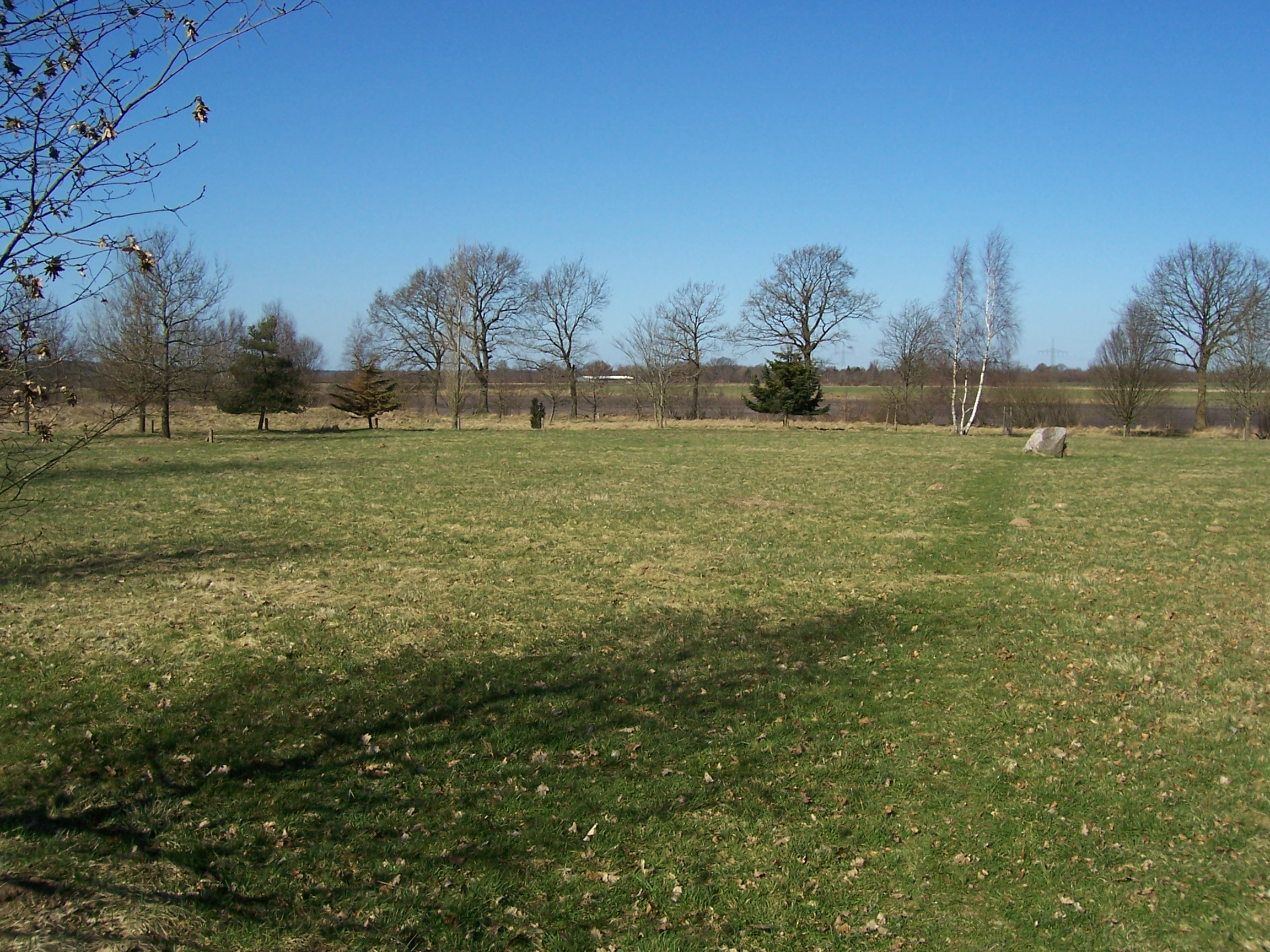
Baumkreis in der Nähe von Gnutz

Das Ehrenmal für die Gefallenen des Ersten Weltkrieges wurde von Jürgen Kröger entworfen und am Totensonntag 1921 eingeweiht. Südwestlich des Ortes befindet sich ein neu angelegter Keltischer Baumkreis (Koordinaten: 54° 7′ 3,3″ N, 9° 48′ 13,6″ O).